# Кампуш, Мигел
Миге́л Ферре́йра Ка́мпуш (порт. Miguel Ferreira Campos; 16 августа 1996, Ферментелуш) — португальский футболист, защитник клуба «Александрия».

## Биография
Родился в городе Ферментелуш, где и начал заниматься в структуре скромного одноименного клуба. В 2010 году попал в академию «Бейра-Мар», где сначала выступал за юношеские команды разных возрастов. Во взрослом футболе за «Бейра-Мар» дебютировал 3 августа 2014 года в проигранном (0:1) выездном поединке 3-го тура группы D Кубка португальской лиги против «Авеша». Мигел вышел на поле в стартовом составе и отыграл весь матч. В Сегунда-Лиге дебютировал 3 декабря 2014 в проигранном (0:3) выездном поединке 17-го тура против «Шавеша». Кампуш вышел на поле в стартовом составе, а на 57-й минуте его заменил аргентинец Леандро Чапарро. В сезоне 2014/15 годов провел за команду 4 матча во втором дивизионе португальского чемпионата и 2 поединка в кубке лиги. После этого дважды отправлялся в аренду, в «Гафанью» и «Оливейра-Фрадеш». С 2016 по 2022 год играл за клубы третьей лиги чемпионата Португалии «Оливейра-ду-Байрру», «Сакавененси В», «Ольяненсе», «Агеда», «Бенфика» (Каштелу-Бранку), «Анадия» и «Анадия В».
9 августа 2022 года заключил договор с клубом «Рудеш». В футболке нового клуба дебютировал 3 сентября 2022 года в победном (1:0) домашнем поединке 4-го тура Первой лиги Хорватии против «Дугополья». Мигел вышел на поле в стартовом составе и отыграл весь матч, а на 66-й минуте получил желтую карточку. За полтора сезона, проведенные в «Рудеше», сыграл 33 матча в чемпионате Хорватии и 5 поединков в национальном кубке.
17 января 2024 года перешёл в «Александрию», с которой подписал 2,5-летний контракт. По данным интернет-портала Transfermarkt, сумма отступных составила 100 000 евро.

## Достижения
«Александрия»
- Серебряный призёр чемпионата Украины: 2024/25